# Pierpaolo Ficara
Pierpaolo Ficara (Siracusa, 16 de fevereiro de 1991) é um ciclista italiano que milita no conjunto Team Sapura.

## Palmarés
2017
- Fenkil Northen Rede Sea Challenge
- 1 etapa do Tour da Albânia[2]
- 1 etapa do Tour de Jura